# Охаба-Понор (Хунедоара)
Охаба-Понор (рум. Ohaba-Ponor) насеље је у Румунији у округу Хунедоара у општини Пуј. Oпштина се налази на надморској висини од 437 m.

## Становништво
Према подацима из 2002. године у насељу је живело 297 становника, од којих су сви румунске националности.